# Auch ein Sheriff braucht mal Hilfe
Auch ein Sheriff braucht mal Hilfe (Originaltitel: Support Your Local Sheriff!) ist eine amerikanische Westernkomödie aus dem Jahr 1969.

## Handlung
Jason McCullough befindet sich nach eigenen Angaben gerade auf dem Weg nach Australien, als er von Goldfunden nahe der fiktiven Goldgräberstadt Calendar in Colorado erfährt. Er hält die Goldsuche für ein gutes Mittel, um seine weitere Reise zu finanzieren. In Calendar angekommen, beobachtet er ein unfaires Duell. Der Überlebende ist Joe Danby, der zu dem einfältigen, aber berüchtigten Danby-Clan gehört, der Abgaben von den Minenbesitzern kassiert und sich in der Region gewohnheitsmäßig fast alles erlauben darf. Jason weist Joe noch darauf hin, dass er eben einen Mord begangen habe, bevor er wieder seiner Wege geht.
Kurz darauf unterhält er sich beim Essen mit den anderen Gästen und erkundigt sich, wie sich ein Mann, der keine Arbeit scheue, in der Gegend ein wenig Geld verdienen könne, da er „...bei der hiesigen Preisentwicklung spätestens heute Nachmittag pleite“ sein werde. Am örtlichen Aushang ist die Stelle des Sheriffs ausgeschrieben. Jason bewirbt sich bei Bürgermeister Olly Perkins, Minenbesitzer und Inhaber des Krämerladens, um die Stellung. Nachdem er seine Schießkunst unter Beweis gestellt und zugesichert bekommen hat, nebenher nach Gold graben zu dürfen, bekommt er vom Bürgermeister und dem zufällig anwesenden Stadtrat die Stelle, zu der neben 150 Dollar im Monat freie Kost und Logis im Haus des Bürgermeisters gehören.
Seine erste Amtshandlung besteht in der Schlichtung einer Prügelei, bei der er gleich den stadtbekannten Trottel Jake als Hilfssheriff rekrutiert. Mit dessen Hilfe verhaftet er auch Joe Danby, den er zunächst mit einem Trick daran hindert, aus dem Gefängnis zu fliehen – denn dieses hat noch keine Gitter.
Die anderen Danbys sind sehr aufgebracht, und ihr Anführer, „Papi“ Danby, versucht erst einmal auf seine Weise, Joe aus dem Gefängnis zu holen. Er muss aber schnell erkennen, dass der neue Sheriff von einem anderen Kaliber ist als seine Vorgänger.
Inzwischen sorgt Jason mit unkonventionellen Methoden für Ordnung in der Stadt, schürft nach Gold und lässt sich von Prudence, genannt Prudy, der Tochter des Bürgermeisters, verpflegen, wobei sie sich langsam näherkommen. Da von den Danbys angeheuerte Killer immer wieder scheitern und weder Flucht- noch Ausbruchsversuche zum gewünschten Erfolg führen, mobilisiert Papi Danby schließlich sämtliche Familienmitglieder. Doch auch diesen Angriff weiß Sheriff Jason mit Unterstützung seines Hilfssheriffs Jake und Prudy abzuwehren. Zum guten Schluss verlobt sich Jason ebenso eigenmächtig wie einvernehmlich mit der hübschen und wohlhabenden Prudy und scheint in der Stadt sesshaft zu werden – nicht ohne sich augenzwinkernd die Option einer späteren Weiterreise nach Australien offen zu halten. Jake spricht – an den Zuschauer gerichtet – eine Art Epilog zum weiteren Verlauf der Geschichte (u. a. dass er selbst Jasons Nachfolger als Sheriff wird).

## Hintergrund
- Um McCullough zum Bleiben zu bewegen, betont der Bürgermeister den modernen und kultivierten Charakter der Stadt und seines Hauses. Er habe für seine Tochter sogar ein Harmonium angeschafft, und er behauptet: „Es kommt von weit her, aus Düsseldorf.“ Tatsächlich war das deutsche Klavierbauunternehmen Rud. Ibach Sohn, mit Verkaufsstelle in Düsseldorf, auf den Weltausstellungen 1876 in  Philadelphia und 1904 in St. Louis präsent.
- 1970 wurde mit Latigo eine Westernkomödie gleichen Stils nachgeschoben.

## Kritiken
- Joe Hembus’ Westernlexikon: „Eine angenehme Abwechslung für alle, die ‚Cat Ballou – Hängen sollst du in Wyoming‘ schon dreimal gesehen haben.“
- Lexikon des internationalen Films: „Heiter, witzig, kurzweilig.“[1]
- Adolf Heinzlmeier und Berndt Schulz in Lexikon „Filme im Fernsehen“: „Der witzige, flott gespielte und bis in die Nebenrollen typensicher besetzte Western nimmt das Genre frech aufs Korn.“ (Wertung: 2½ Sterne = überdurchschnittlich)[2]
- Münchner Merkur: „Parodiert das Western-Genre auf sehr vergnügliche Weise.“
- Evangelischer Film-Beobachter: „Die Art, Wildwestbräuche einmal nicht ganz ernst zu nehmen, ist teilweise recht unterhaltend.“[3]